# V̄
La V con macrón (Mayúscula: V̄ minúscula: v̄) es un grafema utilizado en la escritura Idioma rawang, y fue utilizado en la escritura del Idioma mahorés. Está compuesto por la letra V diacrítico con el macrón.

## Uso
En rawang, 'v̄' representa una vocal media central /ə/ con un tono medio.
En mahorés, la v macrón 'v̄' representaba la consonante fricativa bilabial sonora /ꞵ/ en el alfabeto de 2006,  escrita 'bv' o 'vh' en otras proposiciones del alfabeto mahorés.

## Codificación
La V con macrón se puede representar con los siguientes caracteres en Unicode:
| forma     | representación | Puntos de código | descripción                         |
| --------- | -------------- | ---------------- | ----------------------------------- |
| Mayúscula | V̄              | U+0056 U+0304    | Letra mayúscula latina v con macrón |
| minúscula | v̄              | U+0076 U+0304    | Letra minúscula latina v con macrón |